# 天蝎座V923
天蝎座V923，又名CD-3711201，HD 153890、SAO 208355、HR 6327，是天蝎座的一颗恒星，视星等为5.91，位于銀經347.5，銀緯2，其B1900.0坐标为赤經16h 57m 1.6s，赤緯-38° 2′ 31″。